# El Poznań
El Poznań o Grecque es una forma de celebración deportiva en la que los aficionados se colocan de espaldas a la cancha, uniendo los hombros uno al lado del otro y saltando en el mismo lugar al unísono. Se cree que se inició como protesta contra la dirección del club a la par que se sigue apoyando al equipo.
Se asocia especialmente al Lech Poznań de la Ekstraklasa polaca, equipo que dio nombre a la celebración, aunque también a los seguidores de algunos clubes de fútbol como el Manchester City en Inglaterra, el Celtic de Glasgow en Escocia, el Ajax de Ámsterdam en los Países Bajos, el Deportivo Alavés en España, la Real Sociedad en España ,el Maccabi Haifa en Israel, el Eintract Fráncfort en Alemania o el FC Copenhague en Dinamarca, si bien ha sido realizado por fanáticos de muchos equipos de fútbol de todo el mundo.